# Seventeen (südkoreanische Band)
Seventeen (koreanisch 세븐틴, stilisierte Schreibweise SEVENTEEN oder SVT) ist eine südkoreanische Boygroup der dritten K-Pop-Generation, die 2015 von Pledis Entertainment gegründet wurde.
Die Gruppe besteht aus 13 Mitgliedern, die auf drei Untergruppen verteilt sind. Jede dieser drei Untergruppen ist auf einen schöpferischen Bereich spezialisiert: eine 'Hip-Hop Unit', die sich auf Raps und Hip-Hop spezialisiert, die 'Vocal Unit', welche sich mehr auf den Gesang konzentriert und die 'Performance Unit', die sich auf die Choreographien der Band spezialisiert. Bisher veröffentlichten sie zwei Studio- und vier Mini-Alben.
Seit ihrem Debüt sind die Mitglieder der Gruppe beim Aufbau und der Produktion der Choreographien und der Musik stark beteiligt und werden deshalb als eine Self-producing Idol Group bezeichnet. Der offizielle Fanclub-Name von Seventeen lautet Carat.

## Geschichte

### Entstehung
Im Jahr 2013 wurde auf UStream, einem Video-Streaming-Dienst, die Serie „Seventeen TV“ ausgestrahlt. In der Serie wurde, über mehrere Staffeln hinweg, gezeigt wie Seventeen sich auf ihr Debüt vorbereiten. Dabei stand am Anfang noch nicht fest wer alles Mitglied von Seventeen werden würde. Alle Teilnehmer mussten verschiedene Trainings- und Auswahlverfahren durchlaufen, um am Ende festes Mitglied der Gruppe zu werden.
Im Mai 2015 strahlte der Fernsehsender MBC die Serie „Seventeen Project: Big Debut Plan“ aus, die die Gruppe bis zu ihrem offiziellen Debüt begleitete.

### 2015: Debüt mit17 CaratundBoys Be
Am 26. Mai 2015 debütierten Seventeen offiziell in der, live ausgestrahlten, letzten Folge der Serie „Project Seventeen: Big Debut Plan“. Am 29. Mai erschien dann das erste Mini-Album 17 Carat zusammen mit der Single Adore U (아낀다). 17 Carat kletterte auf Platz 4 der Gaon Album Charts.
Am 10. September veröffentlichte die Gruppe ihr zweites Mini-Album Boys Be und die Single Mansae (만세). Boys Be wurde ein großer Erfolg. Das Album belegte Platz 2 der Gaon Charts und schaffte es auf Platz 1 der Billboard World Album Charts.

### 2016:Love & LetterundGoing SEVENTEEN
Am 25. April 2016 veröffentlichten Seventeen ihr erstes Studioalbum Love & Letter und die Single Pretty U (예쁘다). Love & Letter wurde das erste Nummer-eins-Album der Gruppe in Korea. Am 4. Juli wurde das Album unter dem Namen Love & Letter Repackage Album mit fünf zusätzlichen Titeln zusammen mit der Single Very Nice (아주 Nice). Auch diese Version des Albums erreichte Platz 1 der Gaon Charts.
Am 5. Dezember veröffentlichte die Gruppe ihr drittes Mini-Album „Going Seventeen“ und die Single Boom Boom (붐붐).

### 2017:Al1, Welt-Tournee undTeen, Age
Am 22. Mai 2017 erschien Al1, Seventeens viertes Mini-Album, zusammen mit der Single Don’t Wanna Cry (울고 싶지 않아). Al1 eroberte Platz 1 der Charts und verkaufte sich in der ersten Woche mehr als 190.000 mal, was einen neuen Rekord für 2017 bedeutete.
Von Juli an gingen Seventeen auf Welt-Tournee. Unter dem Namen „Seventeen 1st World Tour Diamond Edge“ gaben sie 13 Konzerte, unter anderem auch in Kanada und den USA.
Am 6. November erschien das zweite Studioalbum der Gruppe Teen, Age zusammen mit der Single Clap (박수).

### 2018:Director’s Cutund Japan-Debüt
Auf einem Fantreffen am 2. Februar 2018 war auch The8 wieder dabei und verkündete, dass er sich von seinen Rückenproblemen erholt habe und ab sofort wieder an allen Aktivitäten der Gruppe teilnehmen werde.
Am 5. Februar erschien das Album Director’s Cut zusammen mit der Single Thanks (고맙다).
Am 30. Mai 2018 debütierte die Gruppe mit dem Mini-Album We Make You und der Single Call Call Call! in Japan.
Am 16. Juli erschien Seventeens fünftes Mini-Album You Make My Day zusammen mit der Single Oh My! (어쩌나) in Südkorea.

### 2020: Internationale Anerkennung, Heng:garæ, und Semikolon
Am 1. April 2020 veröffentlichten Seventeen ihre zweite japanische Single „Fallin' Flower“, die den ersten Platz der Oricon Daily Singles Chart belegte und sich in der ersten Woche mehr als 400.000 Mal verkaufte und den ersten Platz der Billboard Japan Hot 100 Chart erreichte.
Am 13. Mai veröffentlichte Seventeen die erste Folge von Hit The Road, einer Dokumentationsreihe, die auf ihrem YouTube-Kanal veröffentlicht wurde. Die Dokumentation folgte der Gruppe hinter den Kulissen während ihrer „Ode to You“-Tour. Am 22. Juni veröffentlichten Seventeen ihre siebte EP Heng:garæ.Heng:garæ verkaufte sich in weniger als einer Woche 1.000.000 Mal, was Seventeen zu offiziellen Millionensellern machte und ihnen Zertifizierungen sowohl in den Hanteo- als auch in den Gaon-Charts einbrachte. Das Album war auch weltweit sehr erfolgreich und erreichte Platz 1 der iTunes Top Albums. 1 Position in 27 iTunes Top Albums Charts auf der ganzen Welt. Am 7. Juli erreichte Heng:garæ die Nr. 1 1 der Oricon Weekly Album Chart. Seventeen war damit der erste ausländische männliche Künstler seit 12 Jahren, dem dies gelang, und brach den bisherigen Rekord der Backstreet Boys.
Am 9. September veröffentlichten Seventeen ihre zweite japanische EP 24H. Sie waren die dritte Gruppe, die mit vier aufeinanderfolgenden Alben Platz 1 der wöchentlichen Oricon-Album-Charts erreichte, ein Meilenstein, den zuletzt 1977 der schottischen Pop-Rock-Band Bay City Rollers gelang. Am 9. Oktober wurde 24H von der RIAJ mit Platin ausgezeichnet, da es sich über 250.000 Mal verkauft hatte.
Am 19. Oktober veröffentlichten Seventeen ihr zweites spezielles Album Semicolon mit der Leadsingle Home;Run. Das Album sorgte bereits vor seiner Veröffentlichung für Schlagzeilen, als bekannt wurde, dass allein bei den Vorbestellungen mehr als eine Million Exemplare verkauft worden waren; es war das zweite Album der Gruppe, das die Millionengrenze erreichte.

### 2021: US-Auftritte, Not Alone und 'Power of Love'-Projekt
Am 6. Januar 2021 gaben Seventeen ihr US-Fernsehdebüt und traten in der „The Late Late Show with James Corden“ von CBS mit ihrer Single Home;Run von ihrer EP Semicolon auf. Das Video zum Auftritt wurde auf dem offiziellen YouTube-Kanal veröffentlicht und übertraf schnell die Marke von 1 Million Aufrufen an nur einem Tag. Am 13. Januar präsentierten Seventeen ihren Song Left & Right von ihrer Heng:garæ EP in NBCs „The Kelly Clarkson Show“.
Am 21. April 2021 veröffentlichten Seventeen ihre dritte japanische Single Not Alone. Am 14. Mai erhielt Not Alone nach über 500.000 verkauften Exemplaren die offizielle Doppel-Platin-Zertifizierung von RIAJ und festigte ihre Position als globale Spitzengruppe. Mit den Verkäufen von Not Alone haben Seventeen außerdem einen neuen Rekord aufgestellt: Sie sind der erste männliche Überseekünstler in der Geschichte, der mit drei aufeinanderfolgenden japanischen Singles in der ersten Woche mehr als 200.000 Exemplare verkauft hat, von der ersten Single Happy Ending bis zur letzten Not Alone. Sie beweisen ihre Popularität in Japan, indem sie die wöchentlichen Singles-Verkaufscharts von Billboard Japan, die „JAPAN Top Singles Chart“ und die umfassenden Song-Charts, die „JAPAN Hot 100“, dominieren und den ersten Platz in den täglichen und wöchentlichen Oricon-Singles-Charts belegen. Die Single erreichte auch Platz 1 in 10 Regionen der iTunes Song-Charts weltweit.
Im Mai 2021 gaben Seventeen bekannt, dass sie mit Geffen Records und der Universal Music Group zusammenarbeiten, um ihre Musik in den USA und international zu vermarkten.
Seventeen kündigten ihr Power of Love-Projekt und die Veröffentlichung ihrer achten EP Your Choice am 18. Juni durch ein Konzept-Trailer-Video an. Zum Auftakt des Projekts veröffentlichte Seventeen am 28. Mai eine digitale Single von zwei Mitgliedern der Hip-Hop-Gruppe, Wonwoo und Mingyu, mit dem Titel Bittersweet (Feat. Lee Hi). Am 18. Juni 2021 wurde die EP Your Choice der Gruppe veröffentlicht.
Am 19. Juli 2021 verlängerten alle Mitglieder von Seventeen ihre Verträge mit Pledis Entertainment.
Am 6. September 2021 wurde bekannt gegeben, dass Seventeen eine Partnerschaft mit „Cigna“ eingehen würde, um Einzelpersonen dabei zu helfen, ihre Ziele zu erreichen. Über die Plattform des persönlichen Wellness-Coaches 'TUNE H' soll die junge Generation auf digitalem Weg an Bewegung, Ernährung, Schlaf und mentales Management herangeführt werden.
Am 22. Oktober 2021 veröffentlichten Seventeen ihre neunte EP, Attacca, mit der Leadsingle Rock with You. Attacca verkaufte sich 2 Millionen Mal und war damit das erste Doppelmillionen-Album der Gruppe.
Am 8. Dezember 2021 veröffentlichten Seventeen eine japanische Spezialsingle mit dem Titel Power of Love, mit einer Botschaft der Unterstützung und Heilung, dass der Frühling kommen wird, wenn wir alle die Kraft der Liebe haben, selbst in einer kalten und schwierigen Situation wie dem Winter. Dies markiert das Ende des „Power of Love“-Projekts.
Bei den Gold Disc Awards, bei der seit 1987 jährlich die kommerziell erfolgreichsten Musiker und Musikgruppen in Japan ausgezeichnet werden, erhielt die Boygroup insgesamt sechs Auszeichnungen, darunter als bester asiatischer Künstler. Die Gruppe ist die erste in der Geschichte der Preisverleihung, die alle Preise im Segment Beste Alben eines asiatischen Künstlers gewinnen konnte.

## Untergruppen

### Seventeen BSS
Am 21. März 2018 debütierten die Mitglieder DK, Seungkwan und Hoshi als eine spezielle Einheit namens „BSS“ (koreanisch: 부석순) oder BooSeokSoon, ein gemeinsamer Spitzname für die drei Mitglieder zusammen. Die Gruppe veröffentlichte ihre Debütsingle Just Do It und genoss eine kurze Promotionphase.

## Mitglieder
| Name                | Geburtsname               | Geburtstag (Alter)     | Geburtsort             | Position                                  |
| Hip-Hop Unit        | Hip-Hop Unit              | Hip-Hop Unit           | Hip-Hop Unit           | Hip-Hop Unit                              |
| ------------------- | ------------------------- | ---------------------- | ---------------------- | ----------------------------------------- |
| S.Coups (에스.쿱스) | Choi Seung-cheol (최승철) | 8. August 1995 (30)    | Daegu, Südkorea        | Leader von Seventeen und der Hip-Hop Unit |
| Wonwoo (원우)       | Jeon Won-woo (전원우)     | 17. Juli 1996 (29)     | Changwon, Südkorea     |                                           |
| Mingyu (민규)       | Kim Min-gyu (김민규)      | 6. April 1997 (28)     | Anyang-si, Südkorea    | Klassensprecher                           |
| Vernon (버논)       | Hansol Vernon Chwe        | 18. Februar 1998 (27)  | New York, USA          |                                           |
| Vocal Unit          |                           |                        |                        |                                           |
| Jeonghan (정한)     | Yoon Jeong-han (윤정한)   | 4. Oktober 1995 (29)   | Seoul, Südkorea        |                                           |
| Joshua (조슈아)     | Hong Ji-soo (홍지수)      | 30. Dezember 1995 (29) | Los Angeles, USA       |                                           |
| Woozi (우지)        | Lee Ji-hoon (이지훈)      | 22. November 1996 (28) | Busan, Südkorea        | Leader Vocal Unit                         |
| DK (도겸)           | Lee Seok-min (이석민)     | 18. Februar 1997 (28)  | Yongin-si, Südkorea    |                                           |
| Seungkwan (승관)    | Boo Seung-kwan (부승관)   | 16. Januar 1998 (27)   | Jeju-do, Südkorea      |                                           |
| Performance Unit    |                           |                        |                        |                                           |
| Jun (준)            | Wen Jun-hui (文俊辉)      | 10. Juni 1996 (29)     | Shenzhen, China        |                                           |
| Hoshi (호시)        | Kwon Soon-young (권순영)  | 15. Juni 1996 (29)     | Namyangju-si, Südkorea | Leader Performance Unit                   |
| The8 (디에잇)       | Xu Ming-hao (徐明浩)      | 7. November 1997 (27)  | Anshan, China          |                                           |
| Dino (디노)         | Lee Chan (이찬)           | 11. Februar 1999 (26)  | Iksan-si, Südkorea     |                                           |

## Diskografie
Studioalben

| Jahr | Titel Musiklabel                                                         | Höchstplatzierung, Gesamtwochen, AuszeichnungChartplatzierungen (Jahr, Titel, Musiklabel, Platzierungen, Wochen, Auszeichnungen, Anmerkungen) | Höchstplatzierung, Gesamtwochen, AuszeichnungChartplatzierungen (Jahr, Titel, Musiklabel, Platzierungen, Wochen, Auszeichnungen, Anmerkungen) | Höchstplatzierung, Gesamtwochen, AuszeichnungChartplatzierungen (Jahr, Titel, Musiklabel, Platzierungen, Wochen, Auszeichnungen, Anmerkungen) | Höchstplatzierung, Gesamtwochen, AuszeichnungChartplatzierungen (Jahr, Titel, Musiklabel, Platzierungen, Wochen, Auszeichnungen, Anmerkungen) | Höchstplatzierung, Gesamtwochen, AuszeichnungChartplatzierungen (Jahr, Titel, Musiklabel, Platzierungen, Wochen, Auszeichnungen, Anmerkungen) | Höchstplatzierung, Gesamtwochen, AuszeichnungChartplatzierungen (Jahr, Titel, Musiklabel, Platzierungen, Wochen, Auszeichnungen, Anmerkungen) | Anmerkungen                                                  |
| Jahr | Titel Musiklabel                                                         | KR | JP | DE | AT | CH | US | Anmerkungen                                                  |
| ---- | ------------------------------------------------------------------------ | --- | --- | --- | --- | --- | --- | ------------------------------------------------------------ |
| 2016 | Love & Letter Pledis Entertainment, LOEN Entertainment                   | KR1 (98 Wo.)KR | JP6 (91 Wo.)JP | — | — | — | — | Erstveröffentlichung: 25. April 2016 Verkäufe: + 206.084     |
| 2016 | Love & Letter Repackage Album a Pledis Entertainment, LOEN Entertainment | KR1 (133 Wo.)KR | — | — | — | — | — | Erstveröffentlichung: 4. Juli 2016 Verkäufe: + 123.144       |
| 2017 | Teen, Age Pledis Entertainment, LOEN Entertainment                       | KR1 (70 Wo.)KR | JP5 (34 Wo.)JP | — | — | — | — | Erstveröffentlichung: 6. November 2017 Verkäufe: + 368.748   |
| 2018 | Director’s Cut b Pledis Entertainment, LOEN Entertainment                | KR1 Platin · (100 Wo.)KR | — | — | — | — | — | Erstveröffentlichung: 5. Februar 2018 Verkäufe: + 250.000    |
| 2019 | An Ode Pledis Entertainment, Kakao M                                     | KR1 Diamant · (… Wo.)KR | JP1 (206 Wo.)JP | — | — | — | — | Erstveröffentlichung: 16. September 2019 Verkäufe: 1.000.000 |
| 2022 | Face the Sun Pledis Entertainment, YG Plus                               | KR1 ×4Vierfachdiamant · (… Wo.)KR | JP1 ×2Doppelplatin · (110 Wo.)JP | DE7 (19 Wo.)DE | AT22 (4 Wo.)AT | CH19 (14 Wo.)CH | US7 (7 Wo.)US | Erstveröffentlichung: 27. Mai 2022 Verkäufe: 4.500.000       |
| 2022 | Face the Sun (Weverse) Pledis Entertainment, YG Plus                     | KR3 Platin · (116 Wo.)KR | — | — | — | — | — | Erstveröffentlichung: 3. Juni 2022 Verkäufe: 250.000         |
| 2022 | Sector 17 c Pledis Entertainment, YG Plus                                | KR1 Diamant · (100 Wo.)KR | JP1 Platin · (59 Wo.)JP | DE12 (4 Wo.)DE | — | CH29 (4 Wo.)CH | US4 (4 Wo.)US | Erstveröffentlichung: 22. Juli 2022 Verkäufe: + 1.250.000    |
| 2022 | Sector 17 (Weverse) Pledis Entertainment, YG Plus                        | KR4 Platin · (90 Wo.)KR | — | — | — | — | — | Erstveröffentlichung: 25. Juli 2022 Verkäufe: + 250.000      |
| 2025 | Happy Burstday Pledis Entertainment, YG Plus                             | KR1 ×2Doppeldiamant · (… Wo.)KR | JP1 ×2Doppelplatin · (… Wo.)JP | — | AT12 (1 Wo.)AT | CH39 (2 Wo.)CH | US2 (3 Wo.)US | Erstveröffentlichung: 26. Mai 2025 Verkäufe: + 2.500.000     |

## Konzerte und Touren

### Weltweite Touren
- Diamond Edge (2017)
- Ode to You (2019–2020)

### Asien-Tourneen
- Shining Diamonds (2016)
- Ideal Cut (2018)

### Japan-Tourneen
- Japan Arena Tour 'SVT' (2018)
- Japan Tour 'HARU' (2019)
- Japan Dome Tour (2020) (abgesagt)

### Online-Konzerte
- In-Complete (2021)
- Power of Love (2021)